# Hogna irascibilis
Hogna irascibilis là một loài nhện trong họ Lycosidae.
Loài này thuộc chi Hogna. Hogna irascibilis được Octavius Pickard-Cambridge miêu tả năm 1885.